# هوارد فينكل
هوارد فينكل (بالإنجليزية: Howard Finkel)‏ (7 يونيو 1950 - 16 أبريل 2020)، مذيع ومعلق أمريكي في حلبات المصارعة. كان يعمل في شركة الدبليو دبليو إي.

## روابط خارجية
- هوارد فينكل على موقع دبليو دبليو إي (الإنجليزية)
- هوارد فينكل على موقع CageMatch worker (الإنجليزية)
- هوارد فينكل على موقع قاعدة بيانات المصارعة على الإنترنت (الإنجليزية)
- هوارد فينكل على موقع عالم المصارعة على الإنترنت (الإنجليزية)
- هوارد فينكل على موقع عالم المصارعة على الإنترنت (الإنجليزية)

- هوارد فينكل على موقع IMDb (الإنجليزية)
- هوارد فينكل على موقع أول موفي (الإنجليزية)
- هوارد فينكل على موقع قاعدة بيانات الفيلم (الإنجليزية)
- هوارد فينكل على موقع كينوبويسك (الروسية)